# 913 Otila
913 Otila este un asteroid din centura principală, descoperit pe 19 mai 1919, de Karl Reinmuth.